# Januária Maria da Conceição
Januária Maria da Conceição (Caririaçu, 19 de setembro de 1933) é uma agricultora brasileira, coroada pelo presidente João Goulart como rainha da reforma agrária, em 1964.
Nascida no Ceará, Januária emigrou para São Paulo onde, na década de 1960, trabalhava como metalúrgica durante o dia e como caixa num cinema à noite. Eleita Rainha dos Trabalhadores pelo sindicato dos metalúrgicos, foi à Brasília para ser a rainha da Primeira Conferência da Mulher Trabalhadora, em 1964.
Recebida no Palácio do Planalto pelo presidente, disse a ele: “Excelentíssimo Senhor Presidente João Goulart, o que me traz à vossa presença é pedir para toda a nação a reforma agrária”. Jango assinou então um decreto nomeando Januária a Rainha da Reforma Agrária por cem anos, até o dia 25 de março de 2064.
Após o Golpe Militar de 1964, que derrubou João Goulart, Januária sofreu prisão domiciliar durante seis meses.
Na década de 1980 foi morar em Dourados, no Mato Grosso do Sul. Em 1999 recebeu do Incra um lote no Assentamento São Sebastião, no município de Ivinhema (MS).
Em 2012 foi publicada sua biografia, A Rainha de Jango, escrita por Aldair Lucas Carvalho.